# گزنه سفید
گزنه‌سا یا گزنه سفید (نام علمی: Lamium) نام یک سرده از تیره نعناعیان گیاهانی یک‌ساله یا چندساله با برگ‌هایی تخم‌مرغی یا کلیه‌ای است.